# Iwatsuki

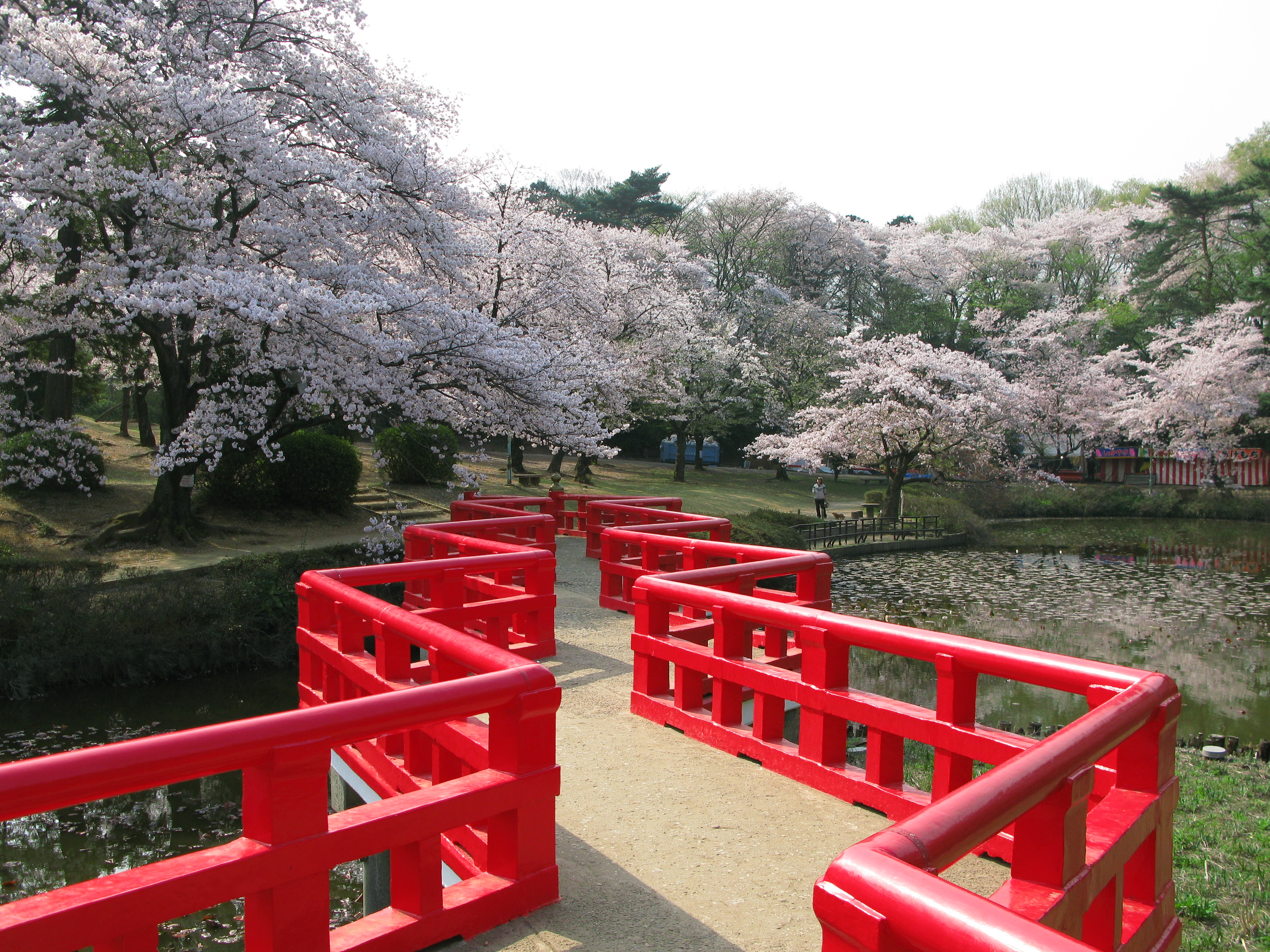
Parc dans l'arrondissement d'Iwatsuki à Saitama.

Cet article court présente un sujet plus développé dans : Iwatsuki-ku.
Iwatsuki (岩槻市, Iwatsuki-shi) était une ville située dans la préfecture de Saitama, au Japon. Créée en 1954, elle a fusionné avec la ville de Saitama le 1er avril 2005, devenant l'arrondissement d'Iwatsuki.